# Betonfertiger

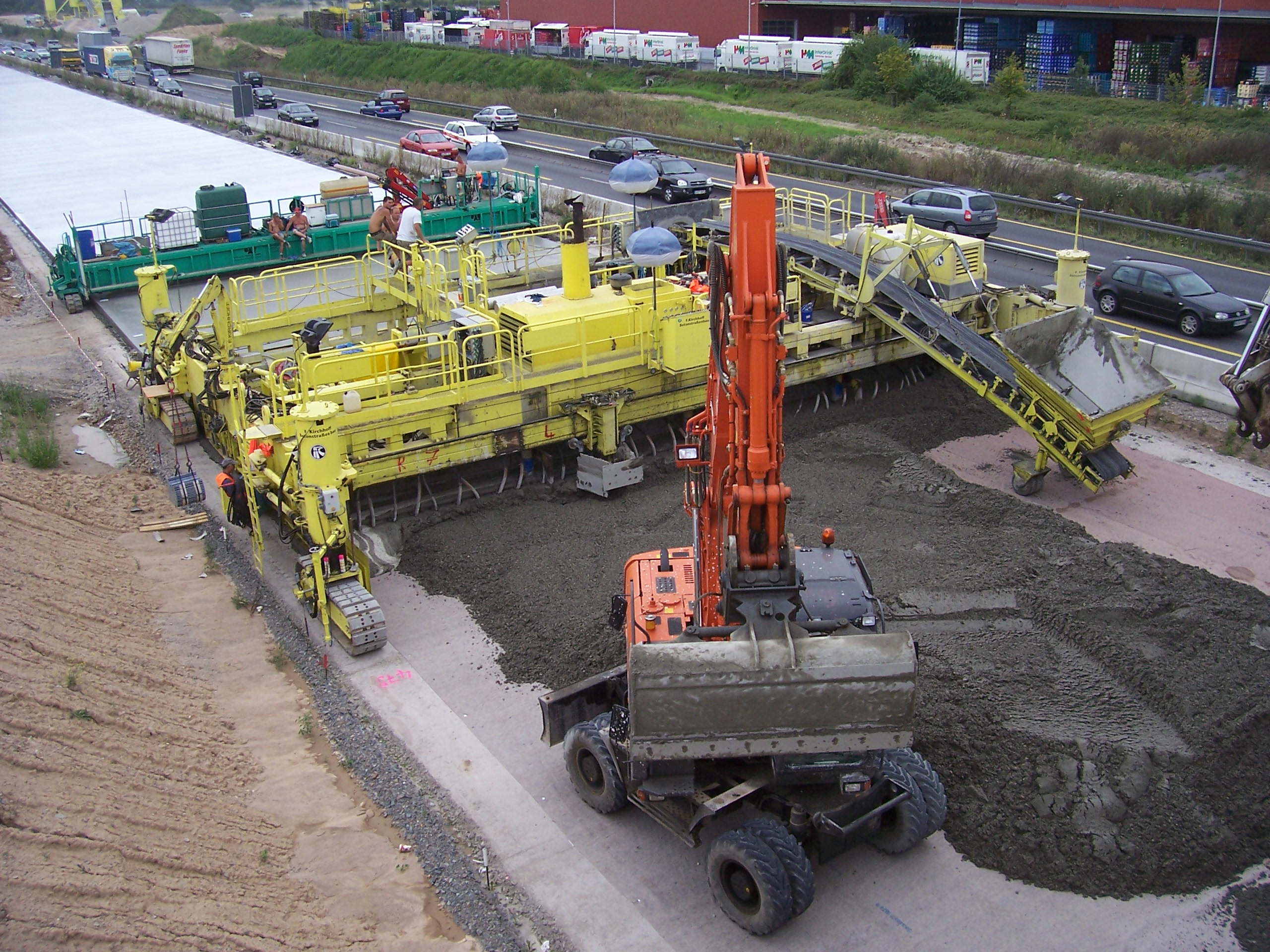
Betonfertiger im Einsatz

Betonfertiger sind Baumaschinen, die routinemäßig vor allem im Autobahn- und Straßenbau eingesetzt werden. 
Spezialanwendungen sind die Herstellung von Rollwegen und Parkflächen auf Flughäfen, von Betonleitwänden im Autobahnbau oder auch Betonabdichtungen im Wasserbau (Kraftwerkskanäle und Bewässerungskanäle). Bei letzteren kommen auch sogenannte Böschungsfertiger zum Einsatz. 
Der Begriff Betonfertiger ist ein wenig irreführend, aber in Analogie zum Straßenfertiger gewählt, da diese Maschine Beton nicht herstellt, sondern verarbeitet bzw. in definierten Schichten auf vorbereitete Untergründe ausbringt, so wie ein Straßenfertiger dies mit Asphalt tut. Daher wird das Gerät auch Betondeckenfertiger genannt, also die Baumaschine, die die Betondecke zum Beispiel einer Autobahn herstellt. In der modernen Version, in der keine stationäre Schalung mehr eingesetzt wird, wird das Gerät dann Betondeckengleitschalungsfertiger genannt.
Durch den fast vollständig automatisierten Prozess können sehr hohe Einbauleistungen erzielt werden. Der Einbau des Betons kann einlagig oder zweilagig erfolgen. Aufgrund des betonspezifischen „Schwindens“ (Volumenabnahme beim Erstarren) werden im Beton Fugen geschnitten. Diese sogenannten Scheinfugen gehen nicht über die gesamte Dicke der Betonplatte, sondern sind nur wenige Zentimeter tief. Im Bereich direkt unter der Fuge wurden zuvor im Frischbeton in den Querfugen mehrere Dübel und in den Längsfugen mehrere Anker eingesetzt, um ein Auseinanderwandern der Platten zu verhindern.